# Fort van Liezele
Het Fort van Liezele is een fort bij Liezele, in de Belgische provincie Antwerpen.
Het is gelegen in de gemeente Puurs-Sint-Amands (waarvan Liezele een deelgemeente is), en maakt het deel uit van het domein Park Fort Liezele.

## Inleiding
Na de onafhankelijkheid van België in 1830, krijgt het land een neutraal statuut opgelegd. Door het Congres van Wenen (na de nederlaag van Napoleon te Waterloo in 1815) en door de conferentie van Londen, wordt dit bepaald door de toenmalige grootheden: Frankrijk, het Verenigd Koninkrijk, Pruisen, Oostenrijk-Hongarije en Rusland.
België moet een grote vesting bouwen waar de regering zich kan terugtrekken en wachten op de hulp van de grote mogendheden, indien een vijandelijke staat zou binnenvallen. Antwerpen wordt om politieke, economische en militaire redenen uitgekozen als nationaal reduit.
Rond 1850 begint de bouw van de Grote Omwalling en een eerste fortengordel (forten zoals onder andere in Edegem en Merksem) wordt aangelegd. Deze forten zijn opgetrokken uit baksteen.
Als gevolg van technische evoluties neemt de schootsafstand van artillerie steeds verder toe. Daarom begint vanaf 1906 de bouw van een tweede fortengordel rond Antwerpen, waaronder de forten van Liezele, Breendonk en Bornem en twaalf nieuwe schansen waaronder Puurs (bijvoorbeeld de Redoute of de huidige Sint-Pietersburcht). In principe is er een fort om de vijf kilometer met ertussen een schans. Deze forten zijn opgetrokken uit beton.

## Bouw en Constructie

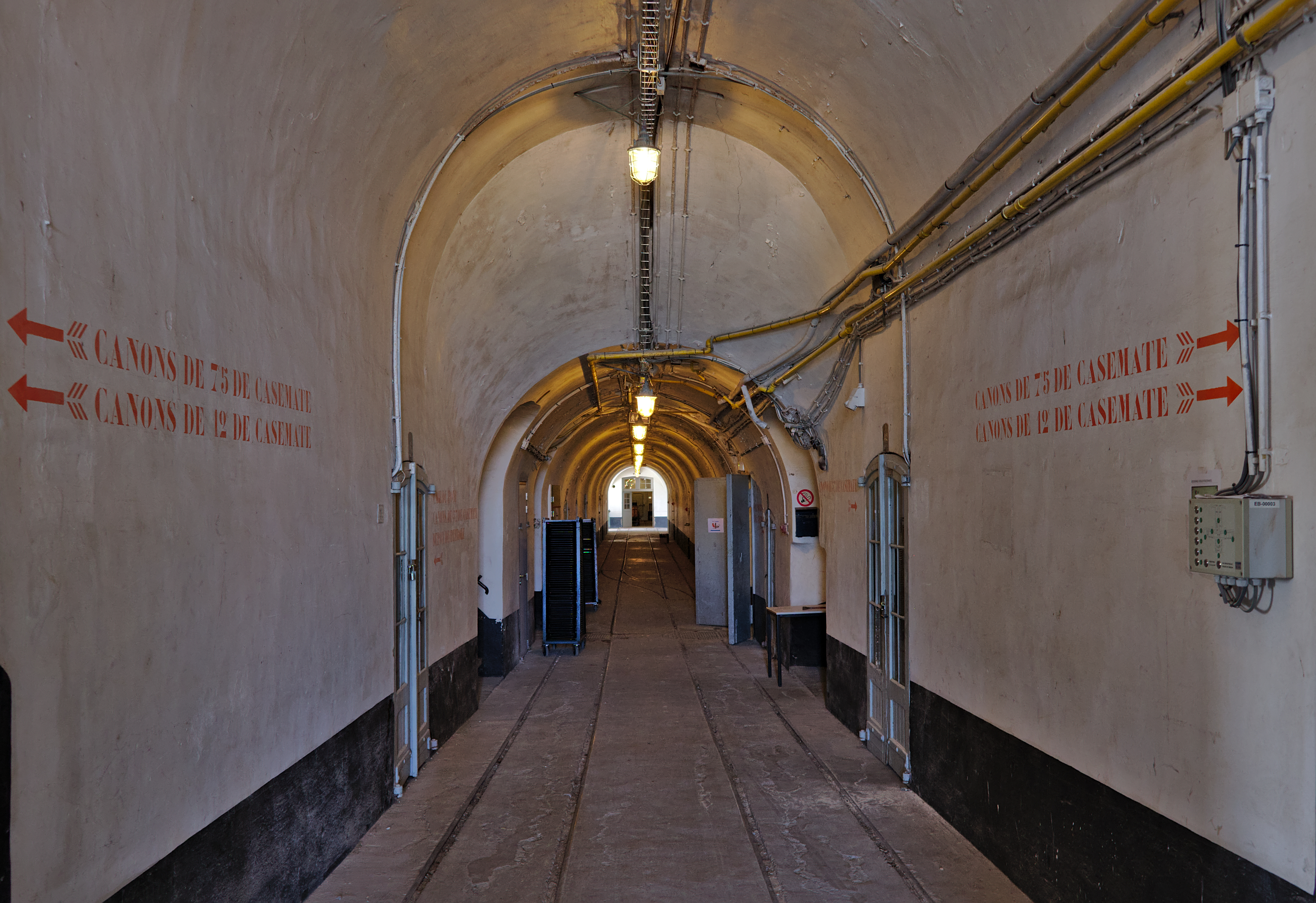
De toegangstunnel

In mei 1908 wordt gestart met de graafwerken en de bouw van het Fort van Liezele. Onder druk van de nakende oorlog met Duitsland wordt in versneld tempo gewerkt. Tegen het begin van de Eerste Wereldoorlog is Liezele tamelijk goed afgewerkt in vergelijking met andere forten.
Het Fort van Liezele is een "betonnen pantserfort met samengestelde gekazemateerde capponières". Dit betekent dat de gebouwen en hoofdstructuur uit beton zijn opgetrokken, dat de geschutskoepels in staal zijn uitgevoerd, en er voor de verdediging van het fort via aangehechte gangen geschutstellingen aanwezig zijn (capponières).
In totaal telt het fort negen pantserkoepels waarin diverse kalibers van geschut aanwezig waren. De originele koepels zijn niet meer aanwezig, maar zijn vervangen door replica's.

## Eerste Wereldoorlog
Op 4 augustus 1914 vallen de Duitsers België binnen. In allerijl worden rond het fort extra verdedigingswerken uitgevoerd. Het fort staat onder de leiding van commandant Fiévez. Om vrij zicht te krijgen vanuit het fort, worden het dorp Liezele en omliggende gebieden volledig platgebrand. Begin september, na de verovering van de forten van Luik, vallen de Duitsers de fortengordel rond Antwerpen aan. Liezele ligt buiten de eigenlijke vuurlinie, maar wordt wel een aantal keren beschoten met veldartillerie.
Aanvang oktober 1914 ziet de toenmalige koning Albert I zich verplicht zijn veldleger uit Antwerpen terug te trekken tot achter de IJzer. Het fort Liezele blijft geïsoleerd achter en capituleert noodgedwongen op 10 oktober 1914. Het fort wordt dan vier jaar een onderdeel van de Duitse verdedigingslijn rond Antwerpen en wordt versterkt door de bouw van betonnen bunkers.

## Interbellum en Tweede Wereldoorlog
Tijdens het interbellum wordt het fort gebruikt als kazerne voor de zware veldartillerie.
In 1939, een jaar voor het uitbreken van de Tweede Wereldoorlog wordt het fort omgebouwd; er worden mitrailleurs geplaatst, de koepels worden weggenomen en een aantal lokalen gasvrij gemaakt. Op 10 mei 1940 vallen de Duitsers opnieuw België binnen. Tijdens de veldtocht van mei 1940 vinden geen gevechten plaats rond het fort. Tijdens de oorlog richten de Duitsers het fort in als een depot. Na de bevrijding wordt het ook kort gebruikt door het Britse leger.

## Na de Tweede Wereldoorlog
In 1947 wordt het fort als vestingplaats gedeclasseerd en heeft het geen militaire betekenis meer. In 1979 wordt het aangekocht door de gemeente Puurs (thans Puurs-Sint-Amands).
Het wordt ingericht als waardevol museum door de VZW Fort Liezele, te midden in een groene en rustige omgeving. Na een renovatie en herinrichting werd een nieuw museum geopend in 2023. Het museum is gewijd aan de bouw van Fort Liezele, alsook de rol die het Fort gespeeld heeft gedurende de Eerste Wereldoorlog.
Doordat het fort een museum is geworden zijn er de afgelopen jaren minder en minder vleermuizen komen overwinteren, uit tellingen blijkt dat er ongeveer 90 exemplaren toch nog een veilig plekje hebben gevonden.
Het fort diende ook als filmlocatie voor De Hel van Tanger en de serie De Smaak van De Keyser.